# Butes
Butes oder Boutes (gr. Βούτης) ist ein in der griechischen und römischen Mythologie gebräuchlicher männlicher Vorname. Der Name bedeutet Ochsenhirt.

## Bekannte Namensträger
- Butes (Sohn des Pandion)
- Butes (Sohn des Teleon)
- Butes, Sohn des Poseidon, Vater des Pulykoon und des Pulykreion (Hesiod, Eoien, 73.)
- Butes (Sohn des Boreas)
- Butes, ein Bebryker aus Amykus (Vergil, Aeneis, 5, 372.)
- Butes, Leibwächter des Anchises (Vergil, Aeneis, 9, 648.)
- Butes, ein Krieger der Trojaner, der von Camilla getötet wurde (Vergil, Aeneis, 11, 690.)
- Butes, ein Krieger im Kampf um Theben (Sieben gegen Theben), wurde von Haimon getötet (Publius Papinius Statius, Thebais, 8, 484.)
- Butes, Edelmann, der Kephalos nach Ägina begleitete (Ovid, Metamorphosen, 7, 640. bzw. 7, 500. je nach Übersetzung)